# Neuhaus an der Eger
Neuhaus an der Eger ist ein Gemeindeteil der Stadt Hohenberg an der Eger im Landkreis Wunsiedel im Fichtelgebirge (Oberfranken, Bayern). Nordwestlich davon steht die Ruine der Burg Neuhaus an der Eger.

## Geographie
Das Dorf Neuhaus an der Eger liegt in einer Rodungsinsel im Selber Forst auf einem Hügel, der zur Eger hin abfällt. Hohenberg an der Eger ist ca. 4 Kilometer in südöstlicher Richtung entfernt.
Nachbarorte sind, im Uhrzeigersinn, beginnend im Norden: Silberbach, Sommerhau, Hohenberg an der Eger, Kothigenbibersbach, Neuenreuth, Altdürrlas, Neudürrlas, Schwarzteich, Pfannenstiel und Blumenthal. Der Markt Thiersheim grenzt unmittelbar
an Neuhaus.
Entlang der Eger erstreckt sich das Naturschutzgebiet Egertal bei Neuhaus.

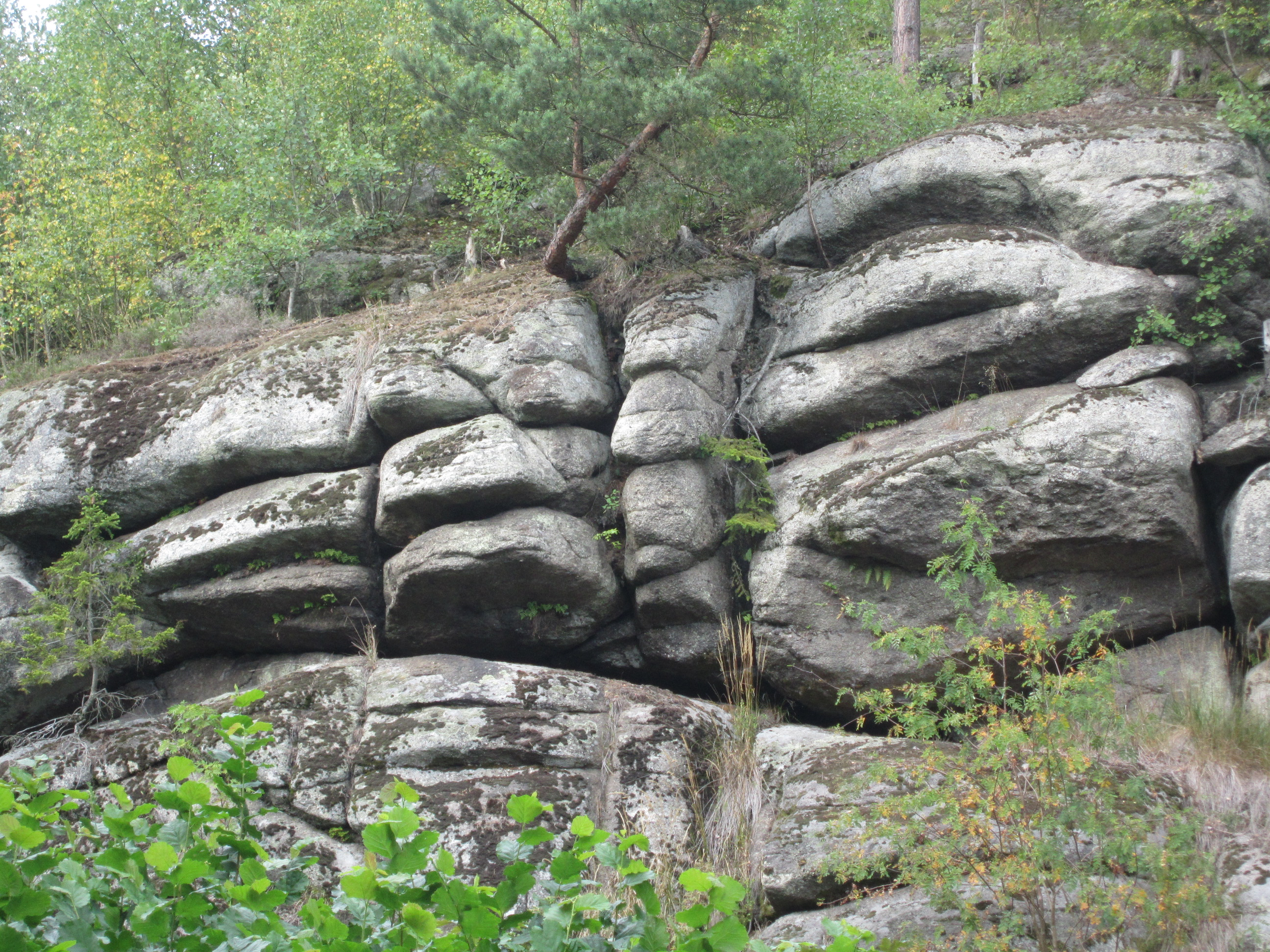
„Wollsackfelsen“ im Naturschutzgebiet Egertal bei Neuhaus
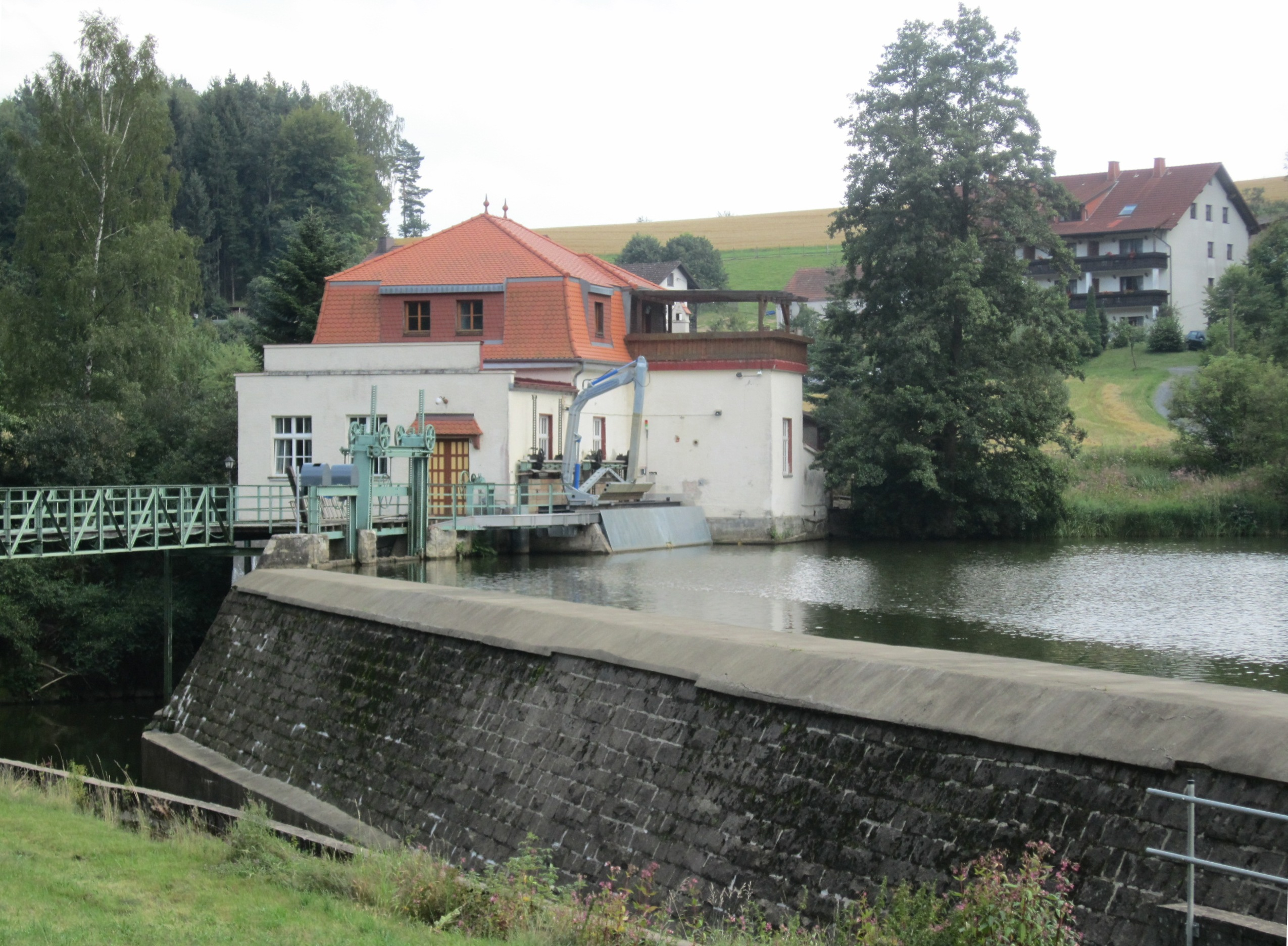
Unterer Egerstau bei Neuhaus
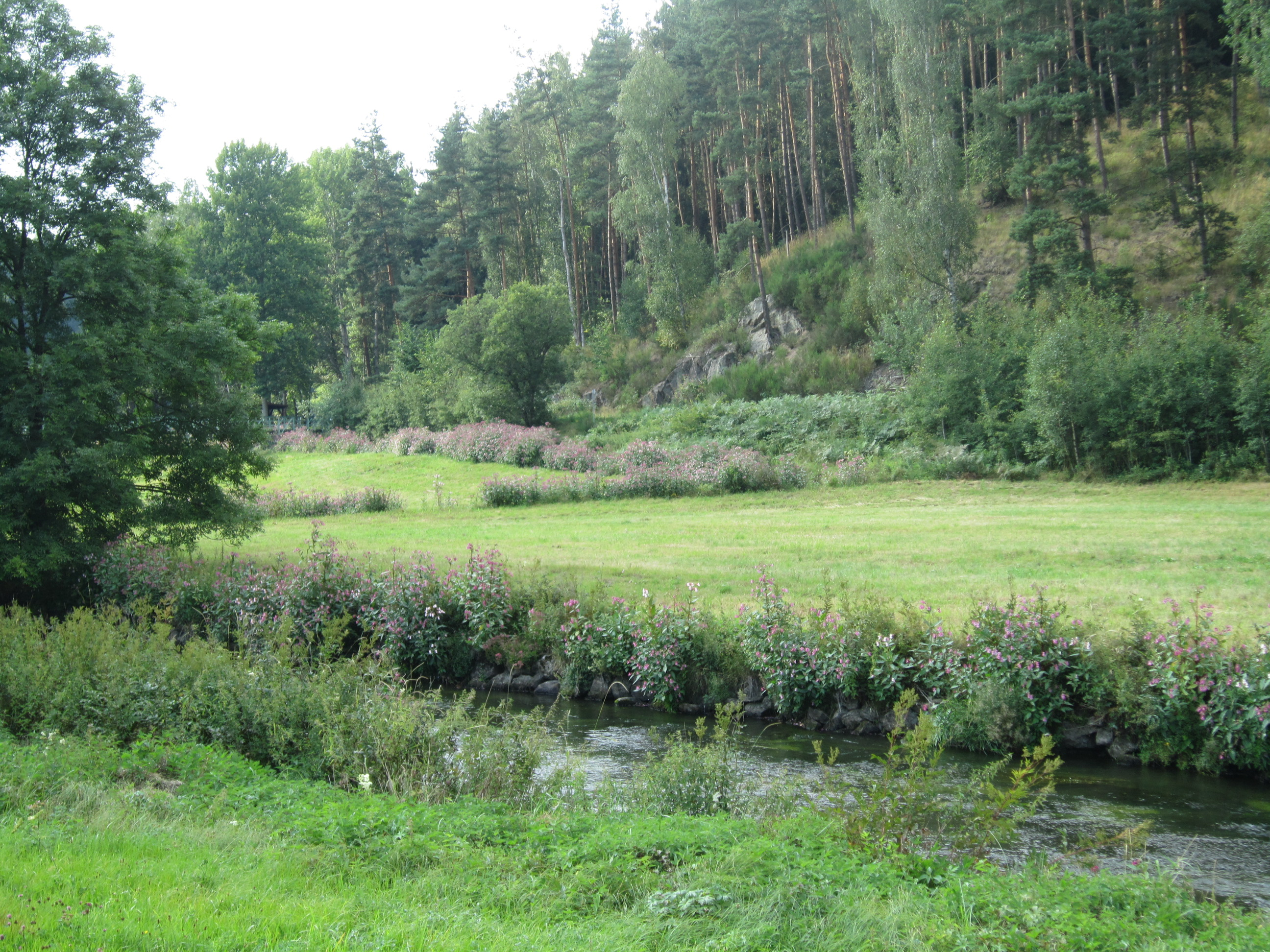
Naturbelassene Eger unterhalb des Egerstaus

## Geschichte
Die Entstehung des Ortes hängt zusammen mit der Erbauung der Burg Neuhaus an der Eger durch das Geschlecht der Forster im 14. Jahrhundert, die nur kurze Zeit, von 1389 bis 1412, bestand. 1770 errichteten die von Schirnding im Ort ein Schloss (jetzt Schlossstraße 7), das 1825 an die Gemeinde zur Verwendung als Schulhaus verkauft wurde. 1818 wurde mit dem Zweiten Gemeindeedikt die Gemeinde Neuhaus mit den Ortsteilen Neuenmühle, Königsmühle und Sommerhau gebildet. Mit der Trennung von Verwaltung und Justiz 1862 kam Neuhaus zum Bezirksamt Rehau, am 1. Juli 1972 wurde es im Zuge der Gebietsreform in Bayern in den Landkreis Wunsiedel im Fichtelgebirge eingegliedert. Am 1. Januar 1978 erfolgte die Eingemeindung in die Stadt Hohenberg an der Eger.